# ダレン・ケーヒル
ダレン・ケーヒル（Darren Cahill、1965年10月2日 - ）は、オーストラリア・アデレード出身の元男子プロテニス選手。
自己最高ランキングはシングルス22位、ダブルス13位。ATPツアーでシングルス3勝、ダブルス13勝を挙げた。身長187cm、右利きの選手。
現役引退後、数々の名選手のコーチとして知られる。母国の後輩であるレイトン・ヒューイットやキャリア終盤のアンドレ・アガシ、フェルナンド・ベルダスコ等の優れた指導者として選手時代よりも名を上げることとなった。現在はテレビ解説者としても知られている。